# Au nom du fils (film)
Pour les articles homonymes, voir Au nom du fils.
Au nom du fils est une comédie noire belge réalisée par Vincent Lannoo, sorti en 2012.

## Synopsis
Lorsque son fils se suicide après avoir avoué son amour pour un prêtre, sa mère décide de le venger en s'en prenant aux membres du clergé impliqués dans la pédophilie.

## Fiche technique
- Titre : Au nom du fils
- Réalisation : Vincent Lannoo
- Scénario : Vincent Lannoo, Philippe Falardeau et Albert Charles
- Production : Lionel Jadot, Yohan Baiada et Yoel Dahan
- Photographie : Vincent van Gelder
- Montage : Frédérique Broos
- Musique : Michelino Bisceglia
- Pays d'origine : Belgique
- Genre : Comédie noire
- Langue : français
- Dates de sortie :
  - Belgique : 29 septembre 2012 (Festival du film francophone de Namur) ; 3 avril 2013 (sortie nationale)
  - France : 3 octobre 2013 (Festival de l'Absurde Séance[2]) ; 7 mai 2014 (sortie nationale)

## Distribution
- Astrid Whettnall : Élisabeth
- Philippe Nahon :
- Achille Ridolfi :
- Albert Chassagne-Baradat :
- Zacharie Chasseriaud : Jean-Charles
- Lionel Bourguet :
- Jacky Nercessian :
- Pierre Lekeux :

## Distinctions

### Récompenses
- Absurde Séance 2013 : Prix du public
- Festival international du film fantastique de Neuchâtel 2013 : Méliès d'argent du meilleur long métrage européen
- Magritte 2014 du meilleur espoir masculin pour Achille Ridolfi

### Nominations et sélections
- Festival du nouveau cinéma de Montréal 2013
- Festival du film francophone de Namur 2013
- Festival international du film de Karlovy Vary 2013
- Festival du film de Turin 2013
- Black Bear Filmfest 2013
- Festival international du film de Copenhague 2013
- Magritte du cinéma 2014[3] :
  - Meilleur film
  - Meilleur réalisateur pour Vincent Lannoo
  - Meilleure actrice pour Astrid Whettnall
  - Meilleure actrice dans un second rôle pour Dominique Baeyens
  - Meilleur espoir masculin pour Achille Ridolfi
  - Meilleur son pour Philippe Charbonnel, Guilhem Donzel, Matthieu Michaux
  - Meilleure musique originale pour Michelino Bisceglia

## Tournage du film
Le film a été tourné principalement
en Belgique
- Province du Brabant wallon
  - La Hulpe
- Région de Bruxelles-Capitale
  - Paroisse de Saint Guidon à Anderlecht
- Province de Namur
  - Rochefort

France
- Saône-et-Loire
  - Autun
- Haute-Savoie
  - Praz-sur-Arly